# Цао Јуен
Цао Јуен (кин: 曹缘; пинјин: Cáo Yuán; Пекинг, 7. фебруар 1995) елитни је кинески скакач у воду, азијски, светски и олимпијски првак у овом спорту. Његова специјалност су скокови са даске са висине од 3 метра, односно скокови са торња са 10 метара, како појединачно тако и у пару.
Скокове у воду почео је да тренира са 5 година, а први значајнији резултат остварио је на Спартакијади народа Кине 2009. године када је освојио две медаље у скоковима са торња, бронзу у појединачној и злато у пару са Лин Јуе. Годину дана касније освојио је и златну медаљу на Азијским играма у скоковима са торња.
На Летњим олимпијским играма 2012. у Лондону, у пару са Џангом Јенћуеном освојио је олимпијско злато у синхроним скоковима са торња. На светском првенству 2015. у Казању освојио је титулу светског првака у дисциплини даска 3 м (у пару са Ћин Кајом). Две године касније на светском првенству у Будимпешти освојио је сребрну медаљу у синхронизованим скоковима са даске у пару са Сје Сији.
Цао Јуен је једини скакач у воду у историји ком је пошло за руком да на једном такмичењу Светске серије освоји три златне медаље (3 м синхронизовано, и торањ синхронизовано и појединачно), од чега две у истом дану (синхронизовани скокови са 3 и 10 метара, Монтреал, 30. мај 2014).

## Успеси
Олимпијске игре
- | Лондон 2012. | торањ 10 метара синхронизовано

Светско првенство
- | Казањ 2015. | даска 3 м синхро.
- | Барселона 2013. | торањ 10 метара синхронизовано